# Stefano Mainetti
Stefano Mainetti (Roma, 8 agosto 1957) è un compositore e direttore d'orchestra italiano, autore di colonne sonore.

## Biografia
Nato a Roma nel 1957, inizia gli studi sotto la guida del poeta Giorgio Caproni, il cui insegnamento si rivelerà fondamentale per la sua successiva formazione musicale. Dopo studi di chitarra classica e la maturità scientifica frequenta l'Università e il Conservatorio di Santa Cecilia dove conclude il corso di Composizione con lode e menzione d’onore. Studia Direzione d'orchestra con Cesare Croci ed Ennio Nicotra. M.Mus. in Composizione applicata, sotto la guida del M° Maurizio Gabrieli. BA in Scienze Politiche con una tesi, pubblicata, sulla politica wagneriana. Ha insegnato Composizione per la Musica Applicata alle Immagini presso il Conservatorio di Santa Cecilia di Roma, Stefano è uno dei fondatori dell’ACMF, Associazione Compositori Musica per Film.
Scrive musiche per cinema, teatro e televisione, inizialmente in Italia poi negli Stati Uniti dove si alterna prima per studio poi per lavoro durante gli anni novanta. Qui scrive colonne sonore per film statunitensi componendo e dirigendo, tra le altre, le musiche di Shooter - Attentato a Praga di Ted Kotcheff, Silent Trigger e Talos - L'ombra del faraone di Russell Mulcahy, miglior colonna sonora al Fantafestival del 1998. In Italia, dopo un breve periodo d'insegnamento, scrive musiche per teatro, cinema e fiction, tra cui la serie televisiva Orgoglio che nel 2005 gli vale il premio Cinemusic al Ravello Festival come miglior tema per la fiction italiana.
Lungo un periodo di circa 10 anni collabora in qualità di compositore e produttore alla realizzazione di progetti di carattere sinfonico; tra questi Abbà Pater e Tu es Christus interpretato tra gli altri da Andrea Bocelli e Plácido Domingo. Ha diretto nel 2010 la Royal Philharmonic Orchestra nella Cattedrale di Westminster, per la prima di Alma Mater cd prodotto dalla Geffen Records di cui è uno dei compositori. Il cd ha avuto la Nomination come “Album of the Year” ai Classic BRIT Award Londra 2010. Continua questa sua esperienza legata alla musica sinfonica componendo tra il 2007 e il 2010 le musiche per The Word of Promise imponente audio dramma americano della Bibbia in 79 cd che vede la partecipazione di 600 attori tra cui anche i Premi Oscar Marisa Tomei, Richard Dreyfuss e Louis Gossett Jr..
Nel 2014, per Musa Comunicazione, ha pubblicato il libro “La politica musicale nazista e l’influenza del culto wagneriano”. Nel 2021 è coautore, insieme a Simone Corelli e Gilberto Martinelli, del trattato “Dialoghi, Musica, Effetti - Il suono nell’audiovisivo”. Il libro, edito da Lambda, ha avuto il riconoscimento della critica al “Premio Letterario Internazionale Città di Cattolica”. Nel giugno 2017 presenta al pubblico il progetto Rendering Revolution per il quale ha ottenuto la Menzione d’Onore dal Conservatorio di Santa Cecilia di Roma per la valenza scientifica e artistica.
È tra le personalità italiane che partecipano alla “Carta 18-XXI”, un collettivo di artisti, scienziati e filosofi riuniti da Emmanuel Demarcy-Mota, direttore artistico del Théâtre de la Ville-Paris, con lo scopo di promuovere il teatro internazionale, con i giovani e per i giovani, attraverso un metodo di lavoro ed un confronto mai realizzato prima nel panorama teatrale. A dimostrazione della volontà condivisa da diverse personalità della cultura di creare un nuovo spazio di confronto e dialogo, partecipano al progetto produzioni di ogni parte del mondo, tra cui il Teatro della Pergola di Firenze. 

## Filmografia

### Cinema
- Voglia di guardare (co-composto con Guido Anelli), regia di Joe D'Amato (1985)
- La monaca nel peccato (co-composto con Guido Anelli), regia di Dario Donati (1986)
- Lussuria (co-composto con Guido Anelli), regia di Joe D'Amato (1986)
- Delizia (co-composto con Guido Anelli), regia di Dario Donati (1987)
- Interzone, regia di Deran Sarafian (1987)
- Double Target - Doppio bersaglio, regia di Vincent Dawn (1987)
- Cartoline italiane, regia di Memè Perlini (1987)
- Colli di cuoio, regia di Ignazio Dolce (1988)
- Quella villa in fondo al parco, regia di Anthony Ascot (1988)
- Bye Bye Vietnam, regia di Mark Davis (1988)
- Il ragazzo dal kimono d'oro 2, regia di Larry Ludman (1988)
- Angel Hill - L'ultima missione (co-composto con Elvio Monti), regia di Ignazio Dolce (1988)
- Zombi 3, regia di Lucio Fulci (1988)
- Deliria (co-composto con Simon Boswell e Guido Anelli), regia di Michele Soavi (1988)
- Colpo di Stato, regia di Larry Ludman (1988)
- Cobra Mission 2, regia di Mark Davis (1989)
- I predatori della pietra magica, regia di Anthony Richmond (1989)
- Trappola diabolica, regia di Vincent Dawn (1989)
- Il ventre di Maria, regia di Memè Perlini (1992)
- L'assassino è quello con le scarpe gialle, regia di Filippo Ottoni (1993)
- Trinità & Bambino... e adesso tocca a noi!, regia di Enzo Barboni (1995)
- Shooter - Attentato a Praga (The Shooter), regia di Ted Kotcheff (1995)
- Sera (corto), regia di Pier Paolo Dainelli (1996)
- Silent Trigger, regia di Russell Mulcahy (1996)
- Sub Down, regia di Gregg Champion (1997)
- Talos - L'ombra del faraone, regia di Russell Mulcahy (1998)
- Con amore, Rossana (corto), regia di P.Boschi e F.Calligaro (2002)
- Ultima spiaggia (corto), regia di Gabriele Mainetti (2005)
- 15 Seconds (corto), regia di Gianluca Petrazzi (2008)
- 100 metri dal Paradiso, regia di Raffaele Verzillo (2011–2012)
- Maia (corto), regia di Alessandro Prete (2016)[25]
- Grido per un nuovo Rinascimento, regia Elisa Barucchieri, Stefano Mainetti, Elena Sofia Ricci (2022)[26]
- Il Pirata - Memorie da Spoon River, regia di Cristiano Ciliberti (2023)[27]

### Televisione
- Il sogno di una città (film documentario), regia di Ernesto G. Laura (1983)
- TG L'Una, Sigla Rai 1 (1984–1985)
- N.o.e., (film documentario) regia di Fabrizio Lori (1987)
- Le risorse naturali, (film documentario) regia di Fabrizio Lori (1988)
- Appuntamento a Trieste, regia di Bruno Mattei (1988)
- Storie e leggende dei nostri castelli (co-composto con Guido Anelli) (film documentario), regia di Donatella Baglivo e Linda Costa (1989–1990)
- Hollywood dearest (co-composto con Guido Anelli) (film documentario), regia di Donatella Baglivo (1990)
- Eurocops, regia di Gianni Lepre (1990)
- Donna d'onore 2, regia di Ralph L.Thomas (1993)
- Il grande fuoco, regia di Fabrizio Costa (1995)
- Deserto di fuoco, regia di Enzo G. Castellari (1997)
- Fine secolo, regia di Gianni Lepre (1999)
- Aleph, regia di Gianni Lepre (2000)
- Premiata Teleditta 2, regia di Fabio Calvi (2001)
- Finché c'è ditta c'è speranza IV, regia di Maurizio Simonetti (2001)
- Planeta Encantado (film documentario), regia di J. J. Benitez (2001)
- Un papà quasi perfetto, regia di Maurizio Dell'Orso (2002)
- Finché c'è ditta c'è speranza V, regia di Maurizio Simonetti (2002)
- Orgoglio, regia di Giorgio Serafini e Vittorio De Sisti (2004)
- Orgoglio Capitolo Secondo, regia di Giorgio Serafini, Vittorio De Sisti e Alessandro Capone (2005)
- Orgoglio Capitolo Terzo, regia di Giorgio Serafini e Vincenzo Verdecchi (2006)
- A voce alta, regia di Vincenzo Verdecchi (2006)
- Agata e Ulisse, regia di Maurizio Nichetti (2010)
- Le due leggi, regia di Luciano Manuzzi (2014)[28]
- Ninfa dormiente - I casi di Teresa Battaglia, regia di Kiko Rosati (2024)

## Progetti sinfonici
- 1999 Abbà Pater (co-composto con Leonardo De Amicis)
- 2007-2010 The Word of Promise
- 2009 Alma Mater (co-composto con Simon Boswell)
- 2011 Tu es Christus (co-composto con Simon Boswell)
- 2017 Rendering Revolution

## Musiche di scena
- 1987 La stanza della tortura regia di Memè Perlini - Ente teatro cronaca
- 1987 All'uscita regia di Memè Perlini Teatro la Maschera
- 1988 Lazzaro regia di Memè Perlini Teatro Popolare di Roma
- 1988 Il Giardino dei ciliegi regia di Antonello Aglioti Teatro la Maschera (1988)
- 1989 Giovanna d'Arco regia di Memè Perlini Teatro Porta Romana[29]
- 1989 Skandalon (W.Fausto Coppi) regia di Memè Perlini Teatro Popolare di Roma
- 1989 Le Troiane regia di Alessandro Giupponi Teatro Popolare di Roma
- 1990 Il Ritorno delle sirene regia di Sergio Basile Teatro Popolare di Roma
- 1990 Baci da Broadway regia della Premiata Ditta Fascino E.T. Maurizio Costanzo
- 1990 In Pigiama regia della Premiata Ditta Fascino E.T. Maurizio Costanzo
- 1990 Donna di piacere regia di Memè Perlini Taormina Arte
- 1990 Ifigenia in Aulide regia di Memè Perlini Teatro Popolare di Roma[30]
- 1990 Preferisco ridere, regia della Premiata Ditta Fascino E.T. Maurizio Costanzo
- 1991 Non solo Biutiful regia della Premiata Ditta Fascino E.T. Maurizio Costanzo
- 1991 Medea regia di Memè Perlini Teatro la Maschera
- 1992 Trifortrì regia di Claudio Insegno Premiata Ditta
- 1992 Un Amore da incubo regia di Francesca Draghetti Premiata Ditta
- 1992 Sottosopra regia della Premiata Ditta Maurizio Costanzo, Elio Minasi
- 1997 Soap regia di Guglielmo Ferro Premiata Ditta
- 2002 Soap Opera (co-composto con Jacopo Fiastri) regia di Claudio Insegno I.N.C.E.
- 2011 Abbiamo fatto 30...facciamo 31 regia della Premiata Ditta L'Isola ritrovata (2011)[31]
- 2013 Frankie & Johnny regia di Alessandro Prete[32]
- 2014 T'insegno un par de ciufoli regia di Pino Insegno e Roberto Ciufoli (2014)[33]
- 2015 I Blues regia di Armando Pugliese[34]
- 2016 C'era una volta...signore e signori buonasera regia di Alessandro Prete[35]
- 2016 Frida Kahlo regia di Alessandro Prete (2016)[36]
- 2016 Mammamiabella! regia di Elena Sofia Ricci[37]
- 2016 12 Dodici regia di Marco Guadagno[38]
- 2016 Lacci regia di Armando Pugliese[39]
- 2017 Per sempre, malgrado tutto regia di Alessandro Prete[40]
- 2017 58 Sfumature di Pino regia di Claudio Insegno[41]
- 2018 Vetri Rotti regia di Armando Pugliese[42]
- 2018 Follia regia di Matteo Tarasco[43]
- 2019 L’ultimo giorno di un condannato a morte regia di Matteo Tarasco[44]
- 2021 La dolce ala della giovinezza regia di Pier Luigi Pizzi[45]
- 2021 Come pietra paziente regia di Matteo Tarasco[46]
- 2021 Fedra regia di Elena Sofia Ricci[47]
- 2023 Lo strano caso del Dottor Jekyll e Mister Hyde regia di Matteo Tarasco[48]
- 2023 La vita non è un film regia di Matteo Tarasco[49]
- 2023 Spose regia di Matteo Tarasco[50]

## Discografia
- 1984 Bollicina[51]
- 1985 Space Sensation
- 1985 Glasswork
- 1987 Top Model
- 1988 Colpo di Stato
- 1988 Double Target
- 1989 Angel Hill (co-composto con Elvio Monti)
- 1990 Sport Spot
- 1992 Premiata Ditta
- 1993 Trinità & Bambino... e adesso tocca a noi!
- 1993 Il ragazzo dal kimono d'oro 2
- 1994 Quella villa in fondo al parco
- 1994 Deliria (co-composto con Simon Boswell e Guido Anelli)
- 1996Zombi 3 (co-composto con Clue in the Crew)
- 1996 Silent Trigger
- 1998 The Shooter
- 1999 Talos - L'ombra del faraone
- 1999 Abbà Pater (co-composto con Leonardo De Amicis)
- 2001 Madre Teresa (co-composto con Piera Cori)
- 2005 Orgoglio
- 2005 Orgoglio Capitolo Secondo
- 2006 Orgoglio Capitolo Terzo
- 2006 A voce alta
- 2007 -2010 The Word of Promise
- 2009 Alma Mater (co-composto con Simon Boswell)
- 2010 Composers
- 2011 Tu es Christus (co-composto con Simon Boswell)
- 2013 100 metri dal Paradiso
- 2014 Le due leggi
- 2016 Frida Kahlo
- 2018 Follia
- 2023 Finché c'è ditta c'è speranza V[52]
- 2023 Il grande fuoco[53]
- 2023 Deserto di fuoco[54]
- 2023 Donna d'onore 2[55]
- 2023 Planeta Encantado[56]

## Premi e riconoscimenti

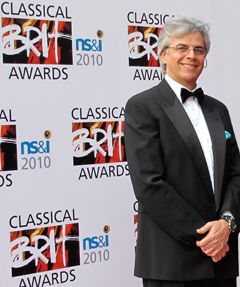
Classic Brit Awards Best Album 2010 (Nomination)

- 1970 - IV Concorso Internazionale Recanati - Chitarra Classica Ensemble 1º Premio Assoluto
- 1971 - V. Concorso Internazionale Recanati - Chitarra Classica 2º Classificato
- 1972 - VI Concorso Internazionale Recanati - Chitarra Classica 2º Classificato
- 1986 - Ministero delle partecipazioni statali - Migliore musica per documentario "Ritorno alle terme"
- 1983 - Personalità Europea e Oscar dei Giovani - Migliore musica per la televisione "TG L'Una" Raiuno
- 1996 - Premio Agimus e Premio al Film Festival Visionaria - Miglior colonna sonora per il corto "Sera"
- 1998 - XVIII Fantafestival - Migliore colonna sonora per il film:“Tale of the Mummy”[57]
- 2003 - Premio Fabriano - Migliore colonna sonora per il film TV "Un Papà quasi perfetto"
- 2004 - Premio Magna Grecia - Migliore colonna sonora per il film TV "Orgoglio"[58]
- 2005 - Premio Fiore di Roccia - Migliore colonna sonora per il film TV "Orgoglio"[59]
- 2005 - Premio Cinemusic Ravello Festival - Miglior Tema Per Fiction Italiana Per il film TV"Orgoglio[60][8]
- 2006 - Premio Anica - Festival Internazionale del Cinema di Salerno Per il Film TV "A Voce Alta"[61][62]
- 2007 - Premio Salvo Randone (Premio Mazara Randone) - Premio alla Carriera[63]
- 2008 - Premio Pipolo - Piccola Accademia di Stefano Jurgens[64]
- 2008 - Premio Rocca d'Oro - Premio Internazionale Professionalità[65]
- 2011 - Premio Napoli Cultural Classic - Miglior Compositore Italiano 2011[66]
- 2011 - Premio Internazionale Euro-Mediterraneo - Miglior Compositore per "Tu es Christus[67]
- 2013 - Premio Galà Perla del Tirreno[68]
- 2013 - Premio internazionale Giovanni Paolo I[69]
- 2014 - Premio Fabrizio Procaccini[70]
- 2017 - Premio Raf Vallone[71]
- 2021 - Pegasus Literary Awards[72]
- 2021 - Premio Speciale G.E.I.[73]
- 2022 - Nastri d’Argento- Menzione speciale "Grido per un nuovo Rinascimento"[74]

## Nomination
- 2010 - Classic Brit Awards Album of the year, Londra 2010 cd Alma Mater[75]